# Trilla (album)
Trilla è il secondo album del rapper statunitense Rick Ross, pubblicato l'11 marzo 2008 sotto le case discografiche Def Jam Recordings e Slip-N-Slide Records.

## Informazioni
Nella prima settimana di debutto l'album ha raggiunto la posizione n.1 nella classifica Billboard 200, vendendo 198,375 copie e superando Ego Trippin' di Snoop Dogg e The Elephant in the Room di Fat Joe, usciti la stessa settimana. Nella seconda settimana è sceso alla posizione n.3, con 90 344 copie vendute. Durante la terza settimana ha venduto 51 447 copie, per un totale di 340 747 copie. Trilla è rimasto in Top 10 per ben sei settimane ed è stato certificato disco d'oro.

## Produzioni e singoli
L'album contiene i featuring di molti importanti artisti, quali R. Kelly, Jay-Z, Mannie Fresh, Nelly, T-Pain, Trey Songz, Young Jeezy, Lil' Wayne e Trick Daddy. Le produzioni principali sono quelle di J.R. Rotem, The Runners, Mannie Fresh, DJ Toomp e J.U.S.T.I.C.E. League.
Il primo singolo estratto è "Speedin'", in collaborazione con R. Kelly e prodotto dai The Runners. Il secondo è "The Boss", in collaborazione con T-Pain e prodotto da J. R. Rotem; il terzo è Here I Am con Nelly e Avery Storm. Il brano "Street Money", in collaborazione con Flo Rida, era stato scelto originariamente come secondo singolo, ma non è stato incluso nell'album.

## Tracce
| #  | Traccia                                     | Produttore/i                | Featuring                            | Durata |
| -- | ------------------------------------------- | --------------------------- | ------------------------------------ | ------ |
| 1  | Trilla Intro                                | J.U.S.T.I.C.E. League       | -                                    | 2:54   |
| 2  | All I Have in This World (Japanese Denim)   | Mannie Fresh                | Mannie Fresh                         | 4:02   |
| 3  | The Boss                                    | J.R. Rotem                  | T-Pain                               | 3:45   |
| 4  | Speedin'                                    | The Runners                 | R. Kelly                             | 3:25   |
| 5  | We Shinin'                                  | Bink!                       | -                                    | 3:56   |
| 6  | Money Make Me Come                          | Drumma Boy                  | EbonyLove                            | 3:31   |
| 7  | DJ Khaled Interlude                         | DJ Khaled                   | -                                    | 1:29   |
| 8  | This Is the Life                            | Elvis "Blac Elvis" Williams | Trey Songz                           | 4:25   |
| 9  | This Me                                     | DJ Toomp                    | -                                    | 3:47   |
| 10 | Here I Am                                   | Drumma Boy                  | Nelly & Avery Storm                  | 3:29   |
| 11 | Maybach Music                               | J.U.S.T.I.C.E. League       | Jay-Z                                | 4:08   |
| 12 | Billionaire                                 | J.U.S.T.I.C.E. League       | -                                    | 4:12   |
| 13 | Luxury Tax                                  | J.U.S.T.I.C.E. League       | Lil Wayne, Trick Daddy & Young Jeezy | 4:44   |
| 14 | Reppin My City                              | Jean "J Rock" Borges        | Triple C's & Brisco                  | 4:17   |
| 15 | I'm Only Human                              | DJ Nasty & LVM              | Rodney                               | 3:38   |
| 16 | Ridin' Thru the Ghetto (ITunes Bonus track) |                             | Triple C's & J Rock                  | 5:03   |

## Campionamenti
All I Have In This World (Japanese Denim)
- Tratto dal film Scarface

The Boss
- Kung Fu Fight 2 di Michael Jackson

Speedin'
- Hello, Chicago dei The Dramatics

Here I Am
- Lately di Stevie Wonder

Maybach Music
- And I Love Him dei Friends of Distinction

## Critica
| Recensione su   | Giudizio       |
| --------------- | -------------- |
| AllHipHop       | link           |
| All Music Guide | link           |
| Blender         | link           |
| DJBooth.net     | link           |
| IGN             | (6.1/10) link  |
| Prefix Magazine | (7/10) link    |
| RapReviews.com  | (8.10/10) link |
| Rolling Stone   | link           |
| Slant Magazine  | link           |
| YoRapper.com    | link           |